# Тенеси
 Тази статия е за американския щат.  За реката в САЩ вижте Тенеси (река).  
Тенесѝ (на английски: Tennessee [tɛnɨˈsiː]) е щат в САЩ със столица Нашвил. Пощенският му код е TN.
Присъединява се към държавата през 1796 г. като 16-ия щат. Известен е като „Доброволческият щат“ (Volunteer State), тъй като войници от Тенеси играят важна роля във войната през 1812 г. и най-вече в битката за Нови Орлеан.

## География
Тенеси е с население от 6 600 299 души (2015). Общата площ на Тенеси е 108 718 km², от които 106 058 km² суша и 2660 km² вода (2,45%). Разположен е в южната част на САЩ.
Тенеси граничи с осем щата: Кентъки и Вирджиния на север, Северна Каролина на изток, Джорджия, Алабама и Мисисипи на юг, и Арканзас и Мисури на запад. Тенеси и Мисури са двата щата с най-много съседи – осем щата. Главната река в щата е Тенеси. Най-високата точка е връх Клингманс доум, висок 2025 m, който се извисява по източната граница на Тенеси. Географският център на щата е Олд Ласкесъс Пайк, който се намира на няколко километра източно от Мърфрисбро. Щатът се разделя географски и административно на три части: Източно Тенеси, Средно Тенеси и Западно Тенеси. Има шест главни физикогеографски области: Блу Ридж, Ридж енд Вали, платото Къмбърланд, Хайланд, Нашвилската котловина и крайбрежно-заливната равнина.

## Градове
- Браунсвил
- Джонсън Сити
- Мемфис
- Нашвил
- Ноксвил
- Севирвил

## Градчета
- Брайтън

## Окръзи
Тенеси се състои от 95 окръга:
1. Андерсън
2. Бедфорд
3. Бентън
4. Бледсоу
5. Блънт
6. Брадли
7. Ван Бюрен
8. Вашингтон
9. Гибсън
10. Грейнджър
11. Грийн
12. Грънди
13. Дайър
14. Дейвидсън
15. Джаксън
16. Джеферсън
17. Джилс
18. Джонсън
19. Дикалб
20. Дикейтър
21. Диксън
22. Канън
23. Картър
24. Кембъл
25. Керъл
26. Клей
27. Клейборн
28. Кок
29. Кофи
30. Крокет
31. Къмбърланд
32. Лаудън
33. Лейк
34. Линкълн
35. Лодърдейл
36. Лорънс
37. Луис
38. Мадисън
39. Макмин
40. Макнери
41. Мариън
42. Маршъл
43. Мегз
44. Мейкън
45. Монро
46. Монтгомъри
47. Мор
48. Морган
49. Мори
50. Нокс
51. Обиън
52. Овъртън
53. Пери
54. Пикет
55. Полк
56. Путнам
57. Рей
58. Робъртсън
59. Роуан
60. Ръдърфорд
61. Севиър
62. Сикуочи
63. Скот
64. Смит
65. Стюарт
66. Съливан
67. Съмнър
68. Типтън
69. Уайт
70. Уейн
71. Уийкли
72. Уилиямсън
73. Уилсън
74. Уорън
75. Файет
76. Фентрес
77. Франклин
78. Хамблън
79. Хамилтън
80. Ханкок
81. Хардин
82. Хардман
83. Хейуд
84. Хендерсън
85. Хенри
86. Хикман
87. Хоукинс
88. Хъмфрис
89. Хюстън
90. Честър
91. Чийтам
92. Трусдейл
93. Шелби
94. Юникой
95. Юниън

## Личности
- Родени в Тенеси:
  - Тина Търнър
  - Майли Сайръс
  - Били Рей Сайръс
  - Доли Партън
  - Ренди Ортън